# Velennes (Oise)
Velennes település Franciaországban, Oise megyében. Lakosainak száma 238 fő (2022. január 1.). Velennes Bonlier, Fouquerolles, Haudivillers, Lafraye, Nivillers és Oroër községekkel határos.

## Népesség
A település népessége az elmúlt években az alábbi módon változott:
| Lakosok száma | 237  | 237  | 242  | 241  | 242  | 257  | 260  | 249  | 238  |
|               | 2013 | 2015 | 2016 | 2017 | 2018 | 2019 | 2020 | 2021 | 2022 |